# Canadian Pacific Railway

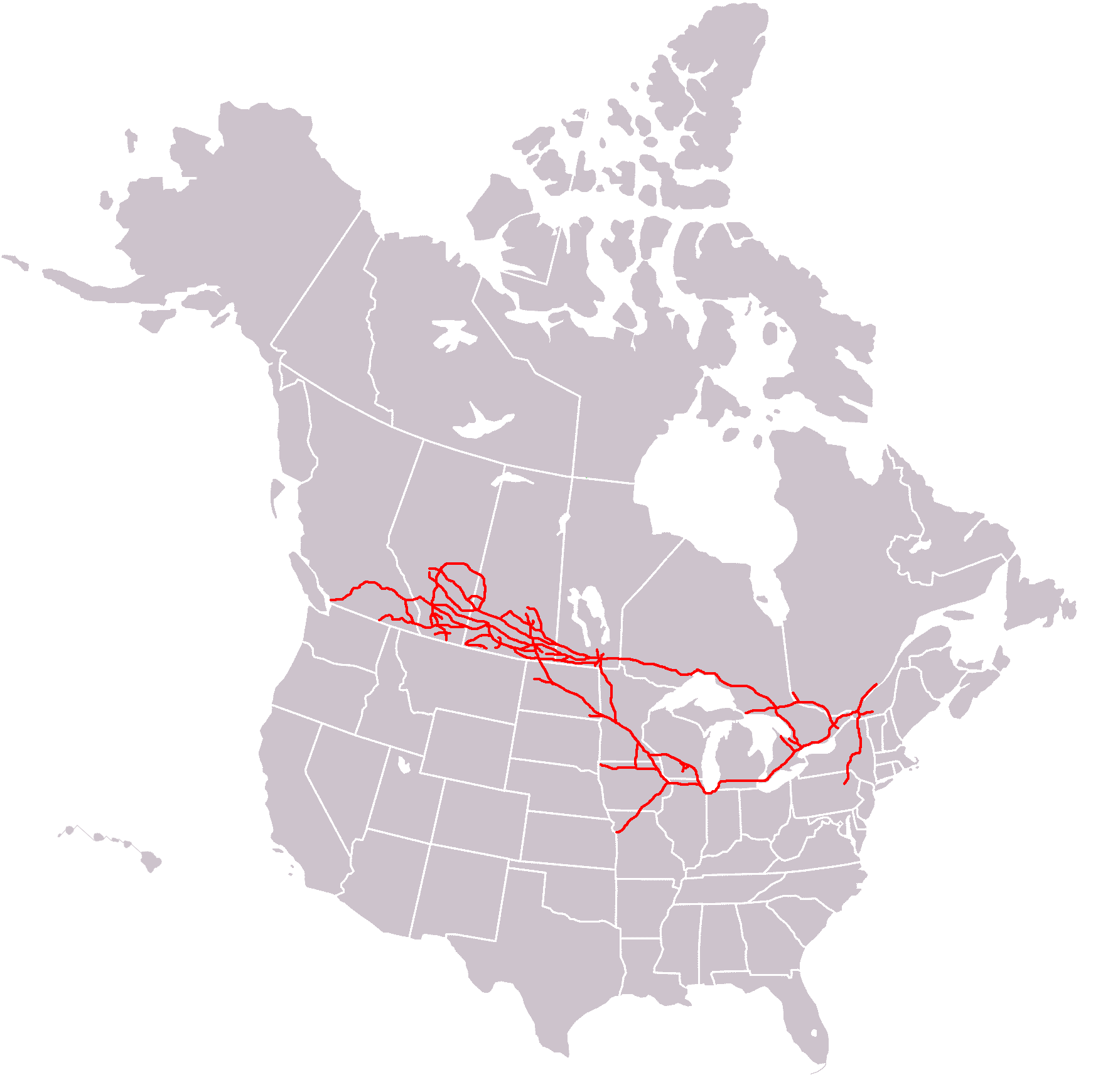
A CP vasúthálózata

A Canadian Pacific Railway (CPR) (CP, CPAA, MILW, SOO), 1968 és 1996 között CP Rail, majd egyszerűen Canadian Pacific néven ismert, 1881-ben alapított, I. osztályú kanadai történelmi vasúttársaság volt. A vasút tulajdonosa a Canadian Pacific Railway Limited, amely jogi tulajdonosként kezdte meg működését egy 2001-es vállalati átszervezés során.
Az albertai Calgaryban van a központja, és körülbelül 20 100 kilométernyi (12 500 mérföld) pályát birtokol Kanada hét tartományában és az Amerikai Egyesült Államokban, Montrealból Vancouverig, és egészen Edmontonig északra. Vasúthálózata az Egyesült Államokban Minneapolis-St. Paul, Milwaukee, Detroit, Chicago és Albany városokat is kiszolgálja.
A vasúttársaság első vonala  Kelet-Kanada és Brit Columbia között épült meg 1881 és 1885 között (összekötve a korábban épült Ottawa-völgyi és Georgian Bay környéki vonalakkal), teljesítve a Brit Columbiára kiterjesztett kötelezettséget, amikor az 1871-ben belépett a Konföderációba; ez volt Kanada első transzkontinentális vasútja. A CPR elsősorban teherszállító vasút volt, de évtizedekig az egyetlen praktikus hosszú távú személyszállítási eszköz volt Kanada legtöbb régiójában, és nagy szerepet játszott Nyugat-Kanada betelepedésében és fejlődésében. A CPR Kanada egyik legnagyobb és legerősebb vállalatává vált, és ezt a pozíciót még 1975-ben is megtartotta. 1986-ban megszüntették az elsődleges személyszállítási szolgáltatásait, miután azt 1978-ban a Via Rail Canada vette át.
A vállalat 2009-ben két amerikai vasúttársaságot vásárolt meg: a Dakota, Minnesota and Eastern Railroad (DM&E) és az Iowa, Chicago and Eastern Railroad (IC&E) vasúttársaságokat. Az IC&E pályaszakasza egykor a CP leányvállalatának, a Soo Line-nak és elődjének, a The Milwaukee Roadnak a része volt. Az egyesített DM&E/IC&E rendszer Észak-Dakota, Dél-Dakota, Minnesota, Wisconsin, Nebraska és Iowa államokra terjedt ki, két rövid szakaszon a Missouri állambeli Kansas Citybe és egy vonalon az Illinois állambeli Chicagóba. A vasútnak hatósági engedélye van arra is, hogy a wyomingi Powder River Basinbe is építsen egy vonalat. A CP a Conraillel közösen tulajdonolja a chicagói székhelyű Indiana Harbor Belt terminálvasutat. A vállalatot a torontói és a New York-i tőzsdén is nyilvánosan jegyzik CP ticker alatt. Amerikai központja Minneapolisban található.
A CP 2021 decemberében 31 milliárd dollárért felvásárolta Kansas City Southern Railwayt. A két vasúttársaság 2023. április 14-én egybeolvadt, megalapítva ezzel a CPKC Railwayt, az első olyan vasúttársaságot, amely Kanadában, az Egyesült Államokban és Mexikóban is közvetlenül üzemel.

## Teherszállítás
A CP teherforgalmának több mint fele gabona (a 2016-os áruszállítási bevétel 24%-a), intermodális áruszállítás (22%) és szén (10%), és a nyereség túlnyomó többsége Nyugat-Kanadában keletkezik. A kereskedelem jelentős eltolódása az Atlanti-óceánról a Csendes-óceánra komoly visszaesést okozott a CPR Thunder Bayen keresztül történő búzaszállításaiban. Emellett vegyi anyagokat és műanyagokat (a 2016-os bevétel 12%-a), autóalkatrészeket és összeszerelt autókat (6%), hamuzsírt (6%), ként és egyéb műtrágyákat (5%), erdészeti termékeket (5%) és különféle egyéb termékeket (11%) szállít. Vasúthálózatának legforgalmasabb része a Calgary és Vancouver közötti fővonal mentén található. 1970 óta a szén a CPR által szállított egyik fő árucikké vált. A szenet egységvonatokban szállítják a hegyvidéki szénbányákból, leginkább a Brit Kolumbia Sparwoodból a Roberts Bank és North Vancouver terminálokra, ahonnan aztán Japánba szállítják.
A gabonát a CPR a prériről Thunder Bay (a korábbi Fort William és Port Arthur városok), Quebec City és Vancouver kikötőibe szállítja, ahonnan a tengerentúlra szállítják. A hagyományos téli exportkikötő a New Brunswick-i Saint John volt, amikor a jég lezárta a Szent Lőrinc folyót. A gabona mindig is jelentős áruféleség volt a CPR által szállított termékek között. 1905 és 1909 között a CPR kétvágányú pályát épített az Ontario állambeli Fort William (a mai Thunder Bay része) és Winnipeg közötti szakaszon, hogy megkönnyítse a gabonaszállítást. Több évtizeden át ez volt a CPR egyetlen hosszú, kétvágányú fővonali szakasza a városi területeken kívül. Ma, bár a Thunder Bay-Winnipeg szakasz ma már egyvágányú, a CPR-nek még mindig van két hosszú távú kétvágányú vonala, amelyek vidéki területeket szolgálnak ki, köztük a Brit Columbia állambeli Kent és Vancouver közötti 121 kilométeres szakasz, amely a Fraser folyót követi a Coast Mountainsban, valamint a Canadian Pacific Winchester Sub, egy 160 kilométeres kétvágányú fővonal, amely az Ontario állambeli Smiths Falls-tól Montreal belvárosán keresztül vezet, és amely számos vidéki mezőgazdasági településen halad keresztül. A CPR azonban a Winchester Sub kétvágányú fővonalának részleges leszerelésének közepén tart. Golden és Kamloops (Brit Columbia) között is vannak különböző hosszú kétvágányú szakaszok, és az eredeti Winnipeg-Thunder Bay kétvágányú szakaszok (például az Ontario állambeli Kenorán és Keewatinon átvezető 30 kilométeres szakasz) még mindig kétvágányúak.

## Elnökök
| Időszak         | Név                                         |
| --------------- | ------------------------------------------- |
| 1881–1888       | Sir George Stephen UK/ Kanada               |
| 1889–1899       | Sir William Cornelius Van Horne USA/ Kanada |
| 1899–1918       | The Lord Shaughnessy USA/ Kanada            |
| 1918–1942       | Sir Edward Wentworth Beatty Kanada          |
| 1942–1947       | D'Alton Corry Coleman Kanada                |
| 1947–1948       | William Neal Kanada                         |
| 1948–1955       | William Allen Mather Kanada                 |
| 1955–1964, 1966 | Norris Roy "Buck" Crump CAN                 |
| 1964–1966       | Robert A. "Bob" Emerson CAN                 |
| 1966–1972       | Ian David Sinclair CAN                      |
| 1972–1981       | Fred Burbidge CAN                           |
| 1981–1984       | William "Bill" Stinson CAN                  |
| 1984–1990       | Russell S. Allison CAN                      |
| 1990–2006       | Robert J. "Rob" Ritchie CAN                 |
| 2006–2012       | Fred Green CAN                              |
| 2012            | Stephen C. Tobias (Interim) USA             |
| 2012–2017       | E. Hunter Harrison USA                      |
| 2017–napjainkig | Keith Creel USA                             |